# Goshen (Indiana)
Goshen è una città degli Stati Uniti d'America, capoluogo della Contea di Elkhart, nello Stato dell'Indiana.
Si trova circa 180 km ad est di Chicago.
La popolazione era di 31 719 abitanti nel censimento del 2010.